# Orde van het groene schild met de witte dame
De Orde van het groene schild met de witte dame, Frans: L’ordre de l’escu vert à la dame blanche, was een ridderorde opgericht door Jean II Le Meingre op 11 april 1400. met de bedoeling de eer, de landerijen en de bezittingen van adellijke dames, die in de woelige periode van het einde van de veertiende eeuw weduwe of wees geworden waren of op een andere manier zonder mannelijke verdediger waren geraakt, te beschermen tegen weinig scrupuleuze edelen die de kans schoon zagen om een en ander in te palmen. Hij werd hierbij geïnspireerd door de idealen van de ridderlijkheid, maar was toch vooral geraakt door de ellende en de weerloosheid van een aantal edelvrouwen die hun beklag kwamen doen en hun rechten kwamen opeisen aan het hof van Karel VI, maar geen verdedigers vonden die het voor hen wilden opnemen.

## Oprichting
Naast de decimering door de pest die in de veertiende eeuw Europa teisterde waren er, na de Slag bij Nicopolis, waar het Franse ridderleger verpletterend verslagen was geweest en een groot aantal ridders waren gesneuveld, vele adellijke huizen en families zonder beschermheer achtergebleven. Vele weduwen en wezen zagen zich belaagd door rondtrekkende plunderaars of door naburige heren die het wel zagen zitten om het domein van de weerloze buurvrouw in te pikken. We kennen diezelfde klachten trouwens uit de werken van Christine de Pisan. Boucicaut was aan het hof van Karel VI blijkbaar verscheidene keren getuige geweest van de klachten van ongelukkige slachtoffers van die praktijken en kon vaststellen dat er niemand de verdediging van de slachtoffers op zich nam. Boucicaut kon dit blijkbaar niet langer aanzien en besloot samen met twaalf andere edelen een ridderorde op te richten waarvan elk lid het op zich nam zich garant te stellen voor elke adellijke dame die op hem beroep zou doen om haar rechten te verdedigen. Om zich kenbaar te maken aan de slachtoffers verbonden de orderidders er zich toe om rond hun arm een gouden schild te dragen, groen geëmailleerd met in het schild een witte dame.In de Livre des fais schrijft men: 
Si furent .XIII. chevaliers, les quieulx, pour signe et demonstrance de l’emprise que ilz avoient faicte et juree, devoient porter, c’est assavoir chacun d’eulx, lié autour du bras, une targe d’or esmaillee de vert atout une dame blanche dedens.
 De belofte en de eed van de dertien deelnemers werd op perkament neergeschreven en door elk ondertekend en in gans het koninkrijk bekendgemaakt. Groen en wit waren de kleuren die Boucicaut gekozen had en die bijvoorbeeld ook veelvuldig voorkomen in de verluchting van het getijdenboek van de maarschalk. De orde werd gesticht voor een periode van vijf jaar, met goedkeuring van de koning, op Palmzondag (11 april) 1400. De ordeleden verbonden zich ertoe: 
(...) à garder et deffendre l’onneur, l’estat, les biens, le renommee et la louange de toutes dames et damoiselles de noble lignee.
 De volledige statuten van de orde werden opgenomen in de “Livre des fais”. Het initiatief werd door Christine de Pizan in haar geschriften geprezen.

## Leden
Lijst overgenomen uit een brief van Karel VI.
- Jean II Le Meingre
- Geoffroy Le Meingre, broer van Boucicaut
- Karel I van Albret
- François d'Aubissecourt
- Jean de Lignères
- Jean de Chambrillac
- Bernard de Chastelbaiart
- Raoul seigneur de Gaucourt
- Jean  de Château-Morant
- Jean Bectoz
- Guillaume de Colleville
- Jean de Bonnebaut
- Jean de Torsay.